# Charles Henry Dufour

Wappen von Charles Henry Dufour

Charles Henry Dufour (* 25. April 1940 in Kingston) ist ein jamaikanischer Geistlicher und emeritierter römisch-katholischer Erzbischof von Kingston in Jamaika.

## Leben
Charles Henry Dufour empfing am 12. August 1970 die Priesterweihe.
Papst Johannes Paul II. ernannte ihn am 6. Dezember 1995 zum Bischof von Montego Bay. Der Erzbischof von Kingston in Jamaika, Edgerton Roland Clarke, spendete ihm am 10. Februar des nächsten Jahres die Bischofsweihe; Mitkonsekratoren waren Samuel Emmanuel Carter SJ, Alterzbischof von Kingston in Jamaika, und Paul Michael Boyle CP, Apostolischer Vikar von Mandeville.
Papst Benedikt XVI. ernannte ihn am 15. April 2011 zum Erzbischof von Kingston in Jamaika.
Papst Franziskus nahm am 29. April 2016 seinen altersbedingten Rücktritt an. Vom 29. April 2016 bis zum 19. September 2020 war er Apostolischer Administrator des vakanten Bistums Mandeville.